# Publicis Groupe
Publicis Groupe - французька транснаціональна рекламна компанія. Це одна з найстаріших і найбільших маркетингових компаній у світі. Головний офіс компанії розташований у Парижі.
Publicis Groupe надає повний спектр маркетингових послуг міжнародним клієнтам та локальним компаніям. 
У 1926 році компанія була заснована 20-річним Марселем Блестайн-Бланше (фр. Marcel Bleustein-Blanchet)
У березні 2022 року компанія вийшла з російського ринку, припинивши будь-які інвестиції.